# Sebastian Colțescu

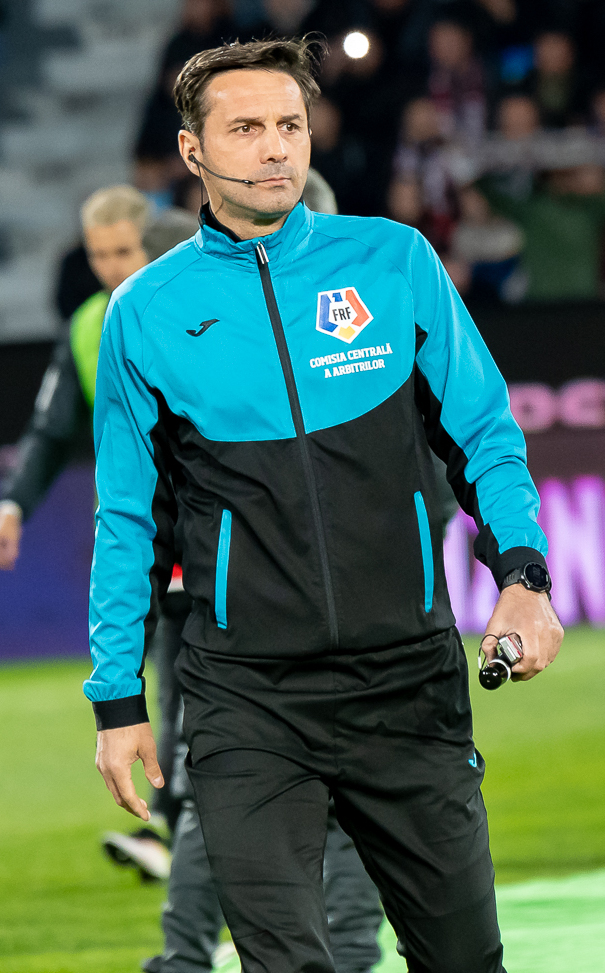
Sebastian Colțescu

Constantin Sebastian Colțescu (* 6. Mai 1977 in Craiova) ist ein rumänischer Fußballschiedsrichter.

## Werdegang
Colțescu leitet seit der Saison 2003/04 Spiele in der rumänischen Liga 1; bisher war er Schiedsrichter in über 345 Spielen (Stand Oktober 2022).
Ab 2006 stand er auf der Liste der FIFA-Schiedsrichter und leitete internationale Fußballspiele.
Bei der Europameisterschaft 2016 in Frankreich war Colțescu Torrichter im Team von Ovidiu Hațegan.
Am 8. Dezember 2020 kam es im Champions-League-Gruppenspiel zwischen Paris Saint-Germain und Istanbul Başakşehir FK zu einer Kontroverse, als das Spiel in der 14. Minute beim Spielstand von 0:0 abgebrochen wurde, da Colțescu als Vierter Offizieller Äußerungen in Richtung eines Istanbuler Mannschaftsmitgliedes getätigt haben soll, die von Teilen der Istanbuler Bank als rassistisch aufgefasst wurden. Daraufhin verließen beide Mannschaften das Spielfeld und das Spiel wurde letztlich abgebrochen. Die Begegnung wurde am Tag darauf unter Leitung eines neuen Schiedsrichtergespanns um Danny Makkelie wiederholt. In der sich anschließenden Ermittlung seitens der UEFA wurde Colțescu des Vorwurfs rassistischen Verhaltens freigesprochen, aber wegen unangemessenen Verhaltens für einige Monate gesperrt und zu einer Teilnahme an einem Fortbildungsseminar verpflichtet.
Am 22. Juli 2020 leitete Colțescu das Finale der Cupa României 2019/20 zwischen Sepsi OSK Sfântu Gheorghe und dem FCSB Bukarest (0:1).
Zwei Jahre später leitete Colțescu erneut das Finale der Cupa României 2021/22, diesmal am 19. Mai 2022 zwischen Sepsi OSK Sfântu Gheorghe und dem FC Voluntari (2:1).